# 清竜人
清 竜人（きよし りゅうじん、1989年5月27日 - ）は、日本のシンガーソングライター。アイドルユニット・清 竜人25のプロデューサー兼メンバー活動を並行しておこなっている。大阪府大阪市淀川区出身。

## 略歴
- 1992年
  - 3歳でピアノを習い始める[4]。
- 2005年
  - 春、叔母が近所のゴミ捨て場で拾ってきたモーリスのアコースティック・ギターを貰い、楽曲制作を始める[注 1][4]。
  - 夏、自主制作音源を制作。
- 2006年
  - 夏、高校生を対象としたアマチュアバンドによる音楽コンテスト・TEENS ROCK IN HITACHINAKA 2006に、高校の友人と結成したP-MAN名義で出場。グランプリを受賞し、副賞としてROCK IN JAPAN FESTIVAL 06へ出場する。
- 2008年
  - 5月31日、映画『僕の彼女はサイボーグ』が公開。劇中にて楽曲「Send」が挿入歌として起用される。
- 2009年
  - 3月4日、シングル「Morning Sun」でデビュー。
  - 3月25日、アルバム『PHILOSOPHY』を発売。
- 2010年
  - 2月17日、2枚目のアルバム『WORLD』を発売。
- 2011年
  - 2月2日、初の楽曲提供を行った堀江由衣のシングル「インモラリスト」が発売。
  - 4月13日、3枚目のアルバム『PEOPLE』を発売。
- 2012年
  - 5月9日、4枚目のアルバム『MUSIC』を発売。多部未華子が楽曲内のキャストとして参加。
  - 11月7日、初のライブDVD『清 竜人 MUSIC SHOW』を発売。ネット通販とライブ会場限定での販売。
  - 12月30日、5枚目のアルバム『KIYOSHI RYUJIN』を発売。CD＋ライブチケットのセット限定での販売。
- 2013年
  - 10月23日、6枚目のアルバム『WORK』を発売。
  - 12月2・4・6日ワンマンツアー『WORK』
- 2014年
  - 11月12日、ベストアルバム『BEST』および、アイドルグループ・清 竜人25デビューシングル「Will♡You♡Marry♡Me?」発売。
- 2016年
  - 12月5日、新プロジェクト「TOWN」始動を発表。
- 2017年
  - 6月17日、「清 竜人25 “ラスト♡コンサート”」開催をもって清 竜人25解散。
  - 9月20日、アルバム『TOWN』発売。
- 2018年
  - 4月21日、キングレコード内のEVIL LINE RECORDSに移籍。
  - 7月25日、EVIL LINE RECORDS移籍第1弾シングル『平成の男』を発売。
  - 11月14日、『目が醒めるまで (Duet with 吉澤嘉代子）』を発売。
- 2019年
  - 5月1日、アルバム『REIWA』を発売。
  - 5月25日、自身の30歳の誕生日に「清 竜人 ハーレム♡フェスタ2019 10th ANNIVERSARY & 30th BIRTHDAY」を新木場スタジオコーストで開催。
  - 12月13日〜19日、根本宗子作・演出の舞台『今、出来る、精一杯。』にて主演を務める。俳優業は初。2013年に初演されたものを音楽劇としてリメイクした作品で、劇中の音楽も担当した[5]。
- 2020年
  - 5月27日、プライベートレーベル「Ryujin Kiyoshi Labels」を立ち上げ、過去に制作した提供楽曲から7曲をセルフカバーしたアルバム『COVER』を配信リリース。ピアノ弾き語りでカバーソングを歌うYouTube企画「ミッドナイト・カバーソング」をスタート[6]。
  - 7月31日、YouTubeチャンネル「THE FIRST TAKE」に出演。ピアノ伴奏のみの「痛いよ / THE HOME TAKE」を披露[7]。
- 2021年
  - 3月、パナソニックのTVCMにてナレーションを担当[8]。
  - 3月26日、ソニー・ミュージックレーベルズへの移籍を発表[9]。
- 2022年
  - 2月14日、YouTubeチャンネル「みせたいすがた」にて、楽曲「離れられない」を原案としたソーシャルドラマ『HANARE RARENAI』全5話を公開。監督・音楽・主演を務めた[10]。
  - TBS日曜劇場「オールドルーキー 」第5話、6話にカメラマン役で出演。地上波ドラマ出演は初[11]。
  - 9月24日、初監督映画『IF I STAY OUT OF LIFE…?』がユーロスペースにて１週間限定上映。監督、主演、音楽のほかPart II『秋人』では脚本も務めた（Part I『HANARE RARENAI』は根本宗子脚本）[12]。
  - 11月30日、オリジナルアルバムとしては8枚目となる『FEMALE』を発売[13]。
- 2023年
  - 1月、TBS系火曜ドラマ「夕暮れに、手をつなぐ」第2話、6話に永瀬廉演じる音のアルバイト先「TOMIGAYA COFFEE」の店長・悠斗役で出演。
  - 4月、TVアニメ「山田くんとLv999の恋をする」にてエンディングテーマを担当。「トリック・アート」を書き下ろした。TVアニメタイアップは初[14]。
  - 10月、11月、YouTubeチャンネル「With ensemble」に出演。「遥か」と「All My Life」をアンサンブルで披露。
- 2024年
  - 4月24日、2014年発売の初のベストアルバム『BEST』のアナログレコードが発売。アナログ化は初。[15]
  - 4月24日、2012年発売のアルバム『KIYOSHI RYUJIN』が主要サブスクリプションサービスにて配信解禁。
  - 5月1日、デビュー15周年を記念して2013年発売のアルバム『WORK』から「All My Life」をセルフカバーした「All My Life（Re-Recording）」を配信リリース。
  - 5月27日、清 竜人25の再結成を発表[16]。

## 作品
作品ごとにがらりと作風が変わるスタイルで、音楽性だけでなく自身のビジュアルまでたびたび変化を遂げてきた。
1stアルバム『PHILOSOPHY』はピアノやアコースティック・ギターを中心とした楽曲。美しい旋律と優しい歌声に繊細な詞が歌われる。2ndアルバム『WORLD』は、繊細かつエモーショナルな歌声とピアノ主体のアコースティックなサウンド、迫力あるギター・ロック、トリッキーな展開の演劇風ポップまで、幅広い曲調を備えた作品である。この2作は自分の内面を語った作品。
3rdアルバム『PEOPLE』は前2作とは異なり、人間愛や生の素晴らしさなど壮大なスケールのテーマを、ストレートに表現したポップな作品になった。
4thアルバムと5thアルバムはずっとやりたかったというコンセプチュアルな作品。4thアルバム『MUSIC』はミュージカル形式の楽曲で占められており、生音思考だったこれまでとは打って変わり、アルバムの制作に入る少し前にDTM（デスクトップミュージック）を始めた影響で打ち込み主体になっている。5thアルバム『KIYOSHI RYUJIN』は全曲弾き語りの宅録作品で、マイノリティな存在や一般的にタブーとされている事柄が歌詞のテーマである。
6thアルバム『WORK』はコーラスや楽器のアレンジまでも自身で手がけた超緻密なポップ作。過去に制作した5枚のアルバムをすべて包括する役割も果たす作品。
一夫多妻制アイドル清竜人25、メンバー公募型パンクバンド「TOWN」としての活動を経て、7thアルバム『REIWA』でソロスタイルに戻る。ミッキー吉野、井上鑑、瀬尾一三など往年の名アレンジャーがアレンジを担当した、オーセンティックな歌謡曲路線のコンセプチュアルな一枚。タイトル『REIWA』はリリース年の改元にちなんでおり、昭和、平成、令和をつなぐ作品を目指した。
8thアルバム『FEMALE』は前作までのコンセプチュアルな活動や作品とは異なり、シンガーソングライターとして原点回帰した作品。デビューから6thアルバムまでを担当した制作ディレクター沖田英宣氏と再びタッグを組み、いい曲をいい音で届けることにこだわった上質なポップスとなっている。
曲を作る時、しっくりくるメロディとそうでないメロディは自分の中ではっきりしているが、そこに音楽理論的な理由はあまりなく、勘で作っている。3歳でピアノを始め、小学生の頃にはソルフェージュや楽典などクラシックをやっていたが、コードの勉強は一切やってきていない。個性的で複雑なコード進行の曲が多いが、コードがおかしくないかを細かく気にするより、聴感上でかっこよければ良いという方針で作っている。4thアルバム『MUSIC』や清竜人25といったコンセプチュアルな作品においては、音楽性というよりも歌のメロディや歌詞、コンセプトが重要で、サウンド面に関しても、どうでもいいというわけではないが、それらの次という感覚がある。

## 人物
｢ミュージカルは昔から好きで、10代後半で児童音楽にはまり、音楽的にアイドルを聴くようになったのは二十歳を過ぎてから。
クラシック好きの母親と昔の洋楽をよく聴く父親の影響で音楽に触れる機会は多かったが、自分で積極的に音楽を聴くタイプではなかったので、当時流行っていたモーニング娘。やSPEEDなどのJpopを聴いていた。洋楽も詳しくはなく、父親の影響で聞くのはジャズやフュージョンが多かった。小学生のときは自分でCDを買ったこともなく、中学に入ってからもクラスメートが聴く音楽を一緒に聴いたりする程度で、音楽を深く聴いたり入り込んだりすることはなかった。プロになってからは昔に比べて色々な音楽を聴いているが、それでも音楽好きと言えるほどではない。
特に影響を受けた音楽ジャンルはなく、強いて音楽的影響を挙げるとすればフュージョン。今までカバーソングを歌ったりバンドや楽器でコピーしたりするほど好きだったアーティストもいないしやりたくもなかったので、すぐにオリジナル曲を作り始めた。中には学生時代にアルバム『加爾基 精液 栗ノ花』が好きでよく聴いていた椎名林檎のような存在もいたが、それでもずっと同じ作品を聴くようなタイプではなく、何かに熱中するような感じではなかった。
岡村靖幸や小沢健二の名を比較に出されることがあるが、世代が違うのでまったく通ってきておらず、影響はない。
基本的に男性の音楽にはあまり興味がなく、影響を受けているのも女性の音楽ばかり。特に歌モノは男性アーティストの作品を聴いても楽しくないので女性アーティストしか聴かない。リスナーとして、邦楽は音の使い方でもボーカルでも女性の方が魅力的で優れていると思うことが多い。また昔から男性とモノ作りをするのも苦手で、何をやっても長続きしない。自分以外の同性の人間の感性を入れるのがあまり好きではなく、結局自分のワンマンになってしまうので、やる意味もないと考えている。そのため、男性アーティストを呼んで一緒に歌うというような発想がない。ただし女の子を客演で入れるのは好き。
10代のころは音楽以外の色々なことにも興味があった。映像や演じることに対して興味を持った時期もあり、ストーリーを書いてショートムービーを撮ったりパフォーマンス的なことをやったりしていた｣。

## 楽曲の提供
「女性のアーティストの方は、基本的に来るもの拒まず」と語るなど女性への楽曲提供が圧倒的に多いが、中でも特に堀江由衣への提供が多い。2011年に初めて提供した頃は「堀江由衣以外には楽曲を書かない」と語っていたが、2014年以降は数多くの女性アイドルや声優などに提供しており、堀江からは「私以外には曲を書かないと言ったのに」とたびたびネタにされている。
清竜人25ではタイトルや歌詞中に「♡」を多用していたが、女性への提供曲でも♡を使うことが多い。♡がトレードマークのコンポーザーというイメージが定着し、「♡は付けないでください」とオーダーされることもあると語っている。
男性への提供は、2019年にりぶに提供した「Princess」が初。その後は山下大輝や小林私への提供も行っており、小林私への提供曲「どうなったっていいぜ」では初めてMVの監督も務めた。

### エピソード
- 初めての提供曲である堀江由衣の「インモラリスト」は、かねてよりファンだった彼女の楽曲コンペの存在を締切直前に知り、わずか2日で作って応募した[26]。100曲以上の応募の中に一つだけあった文字化けしたファイルを聴いてみたところ「どんな天才が書いてるんだ？」という曲で、問い合わせたら清だったと堀江のプロデューサー宮本純乃介は語っている。「インモラリスト」の制作がきっかけとなり、宮本が音楽プロデュースを担当するももいろクローバーZにも２曲同時提供を行なった[27]。コンペへの参加はこの１回のみ。
- 同じく堀江に提供した「半永久的に愛してよ♡」は、ある日ふと「俺は今、堀江由衣に曲を書きたい」と思い立ち、依頼がないのに曲を書いて堀江の事務所に送りつけ、堀江がヒロイン役を演じたアニメ「ゴールデンタイム」の2クール目エンディングテーマに採用された。ヒロインのことを歌った曲のようだと採用されたが、曲自体はその1年前に作っており[28]、「堀江由衣が歌ったら可愛いんじゃないか」と思って書いた歌詞だと配信で語っている[29]。オープニングテーマ「The♡World's♡End」も提供し、「ゴールデンタイム」２クール目はオープニング、エンディングの両方で堀江とのタッグとなった。その後も堀江への提供はコンスタントに続いている。

## ディスコグラフィー

### シングル
|        | リリース日     | タイトル                              | 規格品番   | 規格品番   | 順位 |
| 限定盤 | リリース日     | タイトル                              | 通常盤     |            | 順位 |
| ------ | -------------- | ------------------------------------- | ---------- | ---------- | ---- |
| 1st    | 2009年3月4日   | Morning Sun                           |            | TOCT-40250 | 43位 |
| 2nd    | 2009年11月4日  | ヘルプミーヘルプミーヘルプミー        | TOCT-45022 | 82位       |      |
| 3rd    | 2010年1月20日  | 痛いよ                                | TOCT-45025 | 55位       |      |
| 4th    | 2010年9月22日  | ぼくらはつながってるんだな            | TOCT-40305 | TOCT-40306 | 43位 |
| 5th    | 2010年11月24日 | プリーズリピートアフターミー          | TOCT-40315 | TOCT-40316 | 64位 |
| 6th    | 2011年3月2日   | ボーイ・アンド・ガール・ラヴ・ソング  |            | TOCT-40324 | 48位 |
| 7th    | 2018年7月25日  | 平成の男                              | KICM-91855 | KICM-1855  | 84位 |
| 8th    | 2018年11月14日 | 目が醒めるまで (Duet with 吉澤嘉代子) | KICM-91898 | KICM-1899  | 90位 |
| 9th    | 2023年6月7日   | トリック・アート                      | ESCL-5830  |            | TBA  |
| 10th   | 2023年11月29日 | 遥か                                  | ESCL-5886  |            | TBA  |

### アルバム

#### CD
|        | リリース日     | タイトル       | 規格品番   | 規格品番    | 順位 |
| 限定盤 | リリース日     | タイトル       | 通常盤     |             | 順位 |
| ------ | -------------- | -------------- | ---------- | ----------- | ---- |
| 1st    | 2009年3月25日  | PHILOSOPHY     |            | TOCT-26734  | 38位 |
| 2nd    | 2010年2月17日  | WORLD          | TOCT-26934 | 20位        |      |
| 3rd    | 2011年4月13日  | PEOPLE         | TOCT-27062 | TOCT-27063  | 29位 |
| 4th    | 2012年5月9日   | MUSIC          | TOCT-28078 | TOCT-28079  | 37位 |
| 5th    | 2012年12月30日 | KIYOSHI RYUJIN |            |             |      |
| 6th    | 2013年10月23日 | WORK           |            | TYCT-60003  | 86位 |
| ベスト | 2014年11月12日 | BEST           | TYCT-60048 | 114位       |      |
| 7th    | 2019年5月1日   | REIWA          | KICS-93791 | KICS-3791   |      |
| 8th    | 2022年11月30日 | FEMALE         |            | ESCL-5740/4 | 97位 |

#### 配信
|          | リリース日     | タイトル                     |
| -------- | -------------- | ---------------------------- |
| アルバム | 2020年5月27日  | COVER                        |
| シングル | 2020年12月25日 | 痛いよ - From THE FIRST TAKE |
| シングル | 2021年4月9日   | knockdown/フェアウェル・キス |
| シングル | 2021年11月12日 | コンサートホール             |
| シングル | 2022年2月18日  | 離れられない                 |
| シングル | 2023年4月9日   | トリック・アート             |
| シングル | 2024年1月17日  | おかえり                     |
| シングル | 2024年5月1日   | All My Life（Re-Recording）  |

### DVD
|        | リリース日    | タイトル           |
| ------ | ------------- | ------------------ |
| ライブ | 2012年11月7日 | 清 竜人 MUSIC SHOW |

### 参加作品
| リリース日     | 曲名                                   | 収録CD |
| -------------- | -------------------------------------- | --- |
| 2008年6月4日   | Send                                   | オリジナル・サウンドトラック「僕の彼女はサイボーグ」                                                                                  |
| 2009年7月1日   | Morning Sun                            | ASIAN KUNG-FU GENERATION presents NANO-MUGEN COMPILATION 2009                                                                         |
| 2019年7月8日   | 竜人くんが大好きです♡                  | イヤホンズ、内藤るな・高井千帆・平瀬美里（ex.ロッカジャポニカ）、清竜人「EVIL LINE RECORDS 5th Anniversary FES. ALBUM "EVIL A LIVE"」 |
| 2021年9月22日  | ファーストキッスは竜人くん♡feat.清竜人 | でんぱ組.inc「衝動的S/K/S/D」 |
| 2024年10月30日 | ISEWAN                                 | PAS TASTA「GRAND POP」 |

### 楽曲提供
詞：作詞, 曲：作曲, 編：編曲
| リリース日     | 担当       | アーティスト                                | 曲名                                                 | 収録CD                                                                         |
| -------------- | ---------- | ------------------------------------------- | ---------------------------------------------------- | ------------------------------------------------------------------------------ |
| 2011年2月2日   | 詞・曲     | 堀江由衣                                    | インモラリスト                                       | インモラリスト                                                                 |
| 2012年2月22日  | 詞・曲・編 | 堀江由衣                                    | CHILDISH♥LOVE♥WORLD                                  | 秘密                                                                           |
| 2014年3月12日  | 詞・曲・編 | 堀江由衣                                    | The♡World's♡End                                      | The♡World's♡End                                                                |
| 2014年3月12日  | 詞・曲・編 | 堀江由衣                                    | 半永久的に愛してよ♡                                  | The♡World's♡End                                                                |
| 2014年3月12日  | 詞・曲・編 | 夢眠ねむ                                    | あのね…実はわたし、夢眠ねむなんだ…♡                  | サクラあっぱれーしょん                                                         |
| 2014年5月14日  | 詞・曲・編 | でんぱ組.inc                                | Dear☆Stageへようこそ♡                                | Dear☆Stageへようこそ♡ 〜武道館LIVE記念限定盤〜                                 |
| 2014年5月14日  | 詞・曲     | でんぱ組.inc                                | まもなく、でんぱ組.incが離陸致します♡                | Dear☆Stageへようこそ♡ 〜武道館LIVE記念限定盤〜                                 |
| 2015年1月7日   | 詞・曲・編 | 堀江由衣                                    | ミステリー…                                          | ワールドエンドの庭                                                             |
| 2015年1月7日   | 詞・曲・編 | 堀江由衣                                    | Girl Friend                                          | ワールドエンドの庭                                                             |
| 2015年7月22日  | 詞・曲・編 | 千菅春香                                    | ジュ・ジュテーム・コミュニケーション                 | ジュ・ジュテーム・コミュニケーション                                           |
| 2015年9月30日  | 詞・曲・編 | Aice5                                       | Be with you                                          | Be with you                                                                    |
| 2015年10月7日  | 詞・曲・編 | ミス・モノクローム                          | Black or White?                                      | Black or White?                                                                |
| 2015年11月18日 | 詞・曲     | 乙女新党                                    | ツチノコっていると思う…?♡                            | ツチノコっていると思う…?♡                                                      |
| 2016年2月17日  | 詞・曲・編 | ももいろクローバーZ                         | デモンストレーション                                 | AMARANTHUS                                                                     |
| 2016年2月17日  | 詞・曲・編 | ももいろクローバーZ                         | イマジネーション                                     | 白金の夜明け                                                                   |
| 2017年9月27日  | 詞・曲・編 | ミス・モノクローム                          | TAKARA♡MONO                                          | ボディーガード                                                                 |
| 2017年11月15日 | 詞・曲・編 | 田村ゆかり                                  | 14秒後にKISSして♡                                    | Princess♡Limited                                                               |
| 2017年11月15日 | 詞・曲・編 | 田村ゆかり                                  | ゆかりはゆかり♡                                      | Princess♡Limited                                                               |
| 2017年12月13日 | 詞・曲・編 | 佐々木彩夏 with ももメイツ                  | ヘンな期待しちゃ駄目だよ...?♡                        | 天国の名前/ヘンな期待しちゃ駄目だよ...?♡                                       |
| 2019年2月13日  | 詞・曲・編 | ゴクドルズ                                  | 愛して♡恋して♡養って♡                                | IDOL Kills                                                                     |
| 2019年4月3日   | 詞・曲・編 | Kizuna AI                                   | Cords Of Love                                        | Precious Piece                                                                 |
| 2019年4月17日  | 詞・曲・編 | 上坂すみれ                                  | ボン♡キュッ♡ボンは彼のモノ♡                          | ボン♡キュッ♡ボンは彼のモノ♡                                                    |
| 2019年5月22日  | 詞・曲・編 | 田村ゆかり                                  | 聴こえないように♡                                    | Strawberry candle                                                              |
| 2019年5月25日  | 詞・曲・編 | でんぱ組.inc                                | 子♡丑♡寅♡卯♡辰♡巳♡                                   | 子♡丑♡寅♡卯♡辰♡巳♡                                                             |
| 2019年5月25日  | 詞・曲・編 | でんぱ組.inc                                | 秋の葉の原っぱで                                     | 子♡丑♡寅♡卯♡辰♡巳♡                                                             |
| 2019年7月10日  | 詞・曲・編 | 堀江由衣                                    | 春夏秋冬                                             | 文学少女の歌集                                                                 |
| 2019年7月28日  | 詞・曲     | 神宿                                        | グリズリーに襲われたら♡                              | グリズリーに襲われたら♡                                                        |
| 2019年9月18日  | 詞・曲・編 | りぶ                                        | Princess                                             | Ribing fossil                                                                  |
| 2019年11月6日  | 編         | 中島愛                                      | 髪飾りの天使                                         | 髪飾りの天使／水槽                                                             |
| 2020年4月15日  | 詞・曲・編 | でんぱ組.inc                                | 私のことを愛してくれた沢山の人達へ                   | 愛が地球救うんさ!だってでんぱ組.incはファミリーでしょ                          |
| 2020年4月15日  | 詞・曲・編 | でんぱ組.inc                                | 結婚してもMAMAになっても君は永遠にぼくのIDOL♡        | 愛が地球救うんさ!だってでんぱ組.incはファミリーでしょ                          |
| 2021年2月3日   | 詞・曲・編 | 中島愛                                      | ハイブリッド♡スターチス                              | green diary                                                                    |
| 2021年2月10日  | 詞・曲・編 | 星見プロダクション                          | IDOLY PRIDE                                          | IDOLY PRIDE                                                                    |
| 2021年6月9日   | 詞・曲・編 | 山下大輝                                    | 誰かを                                               | hear me?                                                                       |
| 2022年3月9日   | 詞・曲・編 | 小林私                                      | どうなったっていいぜ                                 | 光を投げていた                                                                 |
| 2022年3月23日  | 詞・曲・編 | 堀江由衣                                    | Adieu                                                | 文学少女の歌集II -月とカエルと文学少女-                                        |
| 2022年3月23日  | 詞・曲・編 | 堀江由衣                                    | 瑠璃色の傘を差して                                   | 文学少女の歌集II -月とカエルと文学少女-                                        |
| 2022年4月27日  | 詞・曲     | 十束おとは                                  | 捕まえてSo to heart                                  | 愛の哲学（B-side Best Album）                                                  |
| 2022年10月26日 | 詞・曲・編 | 上坂すみれ                                  | Car♡Wash♡Girl                                        | ANTHOLOGY & DESTINY                                                            |
| 2022年12月21日 | 詞・曲・編 | サンドリオン                                | ダッサイ                                             | SOUND OF BES2                                                                  |
| 2023年2月22日  | 詞・曲・編 | 豆柴の大群                                  | 暖かくてね冷たい夜を越えて                           | MAMEQUEST                                                                      |
| 2023年3月7日   | 詞・曲・編 | クマリデパート                              | ぶどう♡Grape♡For♡You♡                                | 夏へのとびら/ぶどう♡Grape♡For♡You♡                                             |
| 2023年5月24日  | 詞・曲・編 | 早見沙織                                    | ここでここで                                         | 白と花束                                                                       |
| 2023年6月14日  | 詞・曲・編 | はる賀                                      | 好きだから、好きにならないようにするね               | Unite up!                                                                      |
| 2023年6月26日  | 詞・曲・編 | IDOLY PRIDE                                 | 友達だよ、いつの日も                                 | 友達だよ、いつの日も                                                           |
| 2023年11月6日  | 詞・曲・編 | きゅるりんってしてみて                      | ツインテールは20歳まで♡                              | Dreamin' Closet                                                                |
| 2023年11月29日 | 詞・曲・編 | 世が世なら!!!                               | 俺ならやれそうじゃん？                               | 人生敗者復活戦                                                                 |
| 2024年2月21日  | 詞・曲・編 | TWiN PARADOX                                | エメリー、20歳になったよ                             | 配信限定                                                                       |
| 2024年4月24日  | 編         | 山崎育三郎                                  | メロディの続きを                                     | The Handsome                                                                   |
| 2024年4月24日  | 詞・曲・編 | 山崎育三郎                                  | dammit                                               | The Handsome                                                                   |
| 2024年4月24日  | 詞・曲・編 | 山崎育三郎                                  | LIKE、重ねていく feat.幾田りら                       | The Handsome                                                                   |
| 2024年4月24日  | 詞・曲・編 | 山崎育三郎                                  | Handsome Boy                                         | The Handsome                                                                   |
| 2024年5月8日   | 詞・曲・編 | ももいろクローバーZ                         | Friends Friends Friends                              | イドラ                                                                         |
| 2024年5月8日   | 詞・曲・編 | バンドじゃないもん!MAXX NAKAYOSHI           | あの子の前ではこんなに優しい顔はしないでいてね♡      | NINJA NAKAYOSHI / あの子の前ではこんなに優しい顔はしないでいてね♡              |
| 2024年7月3日   | 詞・曲・編 | 堀江由衣                                    | 名前を呼んでくれたなら...♡                           | 文学少女の歌集Ⅲ-文学少女と夜明けのバス停-                                      |
| 2024年7月30日  | 詞・曲・編 | Appare!                                     | 一生スマホ触っていたいの♡                            | 配信限定                                                                       |
| 2024年9月6日   | 詞・曲・編 | RIRYDAY                                     | Heavy-hearted（トゥー・トゥー・トゥー）              | RIRYDAY                                                                        |
| 2024年9月18日  | 詞・曲・編 | 小倉唯                                      | 花占いするの♡                                        | Bloomy                                                                         |
| 2024年9月24日  | 詞・曲・編 | Hey! Say! JUMP                              | BAD NEWS見たくない！                                 | UMP U盤                                                                        |
| 2024年10月8日  | 詞・曲・編 | でんぱ組.inc                                | ビールは20歳になってから♡                            | We need the DEMPA                                                              |
| 2024年11月20日 | 詞・曲・編 | 甘神朝姫(CV.若山詩音)                       | 朝姫は朝だけ姫気分♡                                  | TVアニメ「甘神さんちの縁結び」キャラクターソングミニアルバム「君に恋を結んで」 |
| 2024年11月22日 | 詞・曲・編 | いぎなり東北産                              | チョコスプレー♡                                      | 配信限定                                                                       |
| 2025年2月7日   | 詞・曲・編 | ルージュブック                              | それなりにモテるの♡                                  | 配信限定                                                                       |
| 2025年3月19日  | 詞・曲・編 | 甘神三姉妹(CV.上坂すみれ、本渡楓、若山詩音) | Pray Pray Pray                                       | TVアニメ「甘神さんちの縁結び」キャラクターソングミニアルバム「Pray Pray Pray」 |
| 2025年4月2日   | 詞・曲・編 | 佐藤ノア                                    | 一昨日から好き♡                                      | 配信限定                                                                       |
| 2025年6月25日  | 詞・曲・編 | 花譜×CHiCO                                  | 撃って                                               | 配信限定                                                                       |
| 2025年6月25日  | 詞・曲     | 魔王トゥルシー                              | 地獄の果てまでShall we dance?♡（＋ゆかいな仲間たち） | 配信限定                                                                       |
| 2025年8月1日   | 詩         | TENBLANK                                    | MATRIX                                               | Glass Heart                                                                    |
| 2025年8月1日   | 詩         | TENBLANK                                    | Chasing Blurry Lines                                 | Glass Heart                                                                    |
| 2025年8月27日  | 詞・曲・編 | 超ときめき♡宣伝部                           | ハートな胸の内♡                                      | ハートな胸の内♡/超最強                                                         |
| 2025年9月17日  | 詞・曲・編 | DIALOGUE+                                   | 2人、降り積もっていく                                | PENTA+LOGUE                                                                    |

### タイアップ
| 曲名                           | タイアップ                                                    |
| ------------------------------ | ------------------------------------------------------------- |
| Morning Sun                    | au by KDDI『au Smart Sports』CMソング                         |
| Morning Sun                    | FM香川『JOY-U・CLUB』2009年3月度エンディングテーマ            |
| ジョン・L・フライの嘘          | TBS系『COUNT DOWN TV』2009年3月度オープニングテーマ           |
| ジョイフル                     | TOKYO FM『グリーンマンデー』キャンペーンソング                |
| ヘルプミーヘルプミーヘルプミー | テレビ東京系『JAPAN COUNTDOWN』2009年10月度エンディングテーマ |
| プリーズリピートアフターミー   | テレビ東京系『JAPAN COUNTDOWN』2010年11月度エンディングテーマ |
| ホモ・サピエンスはうたを歌う   | ビターズ・エンド配給映画『あぜ道のダンディ』主題歌            |
| All my life                    | J:COM『あたらしい生活編』CMソング                             |
| Knockdown                      | テレビ朝日系2週連続ドラマ『殴り愛、炎』主題歌                 |
| コンサートホール               | テレビ東京系連続ドラマ『スナック キズツキ』オープニングテーマ |
| トリック・アート               | テレビアニメ『山田くんとLv999の恋をする』エンディングテーマ   |
| 遥か                           | テレビアニメ『Dr.STONE NEW WORLD』第2クールオープニングテーマ |
| おかえり                       | 三菱地所レジデンス『ザ・パークハウス』WEBムービーソング       |

## ミュージックビデオ
| 監督           | 曲名                                                                      |
| Alex Profit    | 「ぼくらはつながってるんだな」                                            |
| 石井裕也       | 「ホモ・サピエンスはうたを歌う」                                          |
| 市村隼人       | 「All My Life」                                                           |
| 市村隼人       | 「サン・フェルナンドまで連れていって」                                    |
| Imamura Naoki  | 「Morning Sun」                                                           |
| 大坪草次郎     | 「痛いよ (LIVE＠SHIBUYA-AX)」                                             |
| 清竜人         | 「離れられない」                                                          |
| 清竜人         | 「If I stay out of life...? (feat. Leo Uchida from Kroi)」                |
| 清竜人         | 「トリック・アート」                                                      |
| 清竜人         | 「おかえり」                                                              |
| groovisions    | 「Zipangu」                                                               |
| 黒川静香       | 「ボーイ・アンド・ガール・ラヴ・ソング」                                  |
| 小島淳二       | 「プリーズリピートアフターミー」                                          |
| 髙木聡         | 「平成の男」                                                              |
| 髙木聡         | 「目が醒めるまで (Duet with 吉澤嘉代子)」                                 |
| 髙木聡         | 「青春は美しい」                                                          |
| 高畑淳史       | 「ぼくらはつながってるんだな (ONLY SSTV EDITION)」「ジョン･L･フライの嘘」 |
| 辻本祐希       | 「愛が目の前に現れても僕はきっと気付かず通り過ぎてしまう」                |
| 中川未希波     | 「ゾウの恋」                                                              |
| 藤安広人       | 「ヘルプミーヘルプミーヘルプミー」                                        |
| Matias Maehama | 「All My Life（Re-Recording）」                                           |
| 森本美絵       | 「痛いよ」                                                                |
| 山田健人       | 「Knockdown」                                                             |
| 渡邊哲         | 「フェアウェル・キス」                                                    |
| 渡邊哲         | 「コンサートホール」                                                      |

## 主なライブ

### ワンマンライブ・主催イベント
- 2010年 - 清竜人"WORLD TOUR"
- 2011年 - 清竜人"PEOPLE"TOUR
- 2012年 - 清竜人 MUSIC SHOW
- 2013年 - KIYOSHI RYUJIN TOUR
- 2013年 - "WORK" TOUR
- 2017年 - 清 竜人TOWN 全国ツアー
- 2017年 - KIYOSHI RYUJIN SOLO TOUR
- 2018年 - 清 竜人 新曲発表会
- 2018年 - 清 竜人ツアー 2018 夏
- 2018年 - 清 竜人 歌謡祭
- 2018年 - 清 竜人ワンマンライブ2018 秋
- 2018年 - 清 竜人 歌謡祭 vol.2
- 2019年 - 清 竜人 東名阪アコースティックツアー 2019
- 2019年 - 清 竜人 札福広ツアー 2019
- 2019年 - 清 竜人 Live from YouTube Space Tokyo
- 2019年 - KIYOSHI RYUJIN ALBUM TOUR 2019
- 2019年 - 清 竜人 ハーレム♡フェスタ2019 10th ANNIVERSARY & 30th BIRTHDAY
- 2019年 - 清 竜人 MUSIC SHOW 2019
- 2020年〜2021年 - ミッドナイト・カバーソング vol.1〜vol.4
- 2022年 - 清 竜人 弾き語りTOUR 2022
- 2022年 - 清 竜人 弾き語りTOUR 2022 夏
- 2022年 - 清 竜人 弾き語りコンサート 2022 冬
- 2023年 - 清 竜人 弾き語りコンサート 2023 春
- 2023年 - 清 竜人 弾き語りコンサート 2023 夏
- 2024年 - 清 竜人 弾き語りコンサート 2024 冬
- 2024年 - 清 竜人 弾き語りコンサート 2024 春
- 2024年 - Kiyoshi Ryujin 15th Anniversary Band Tour 2024